# Twin Peaks
Twin Peaks er en amerikansk Emmy-nomineret, Peabody- og Golden Globe-vindende tv-serie, der første gang sendtes i USA i perioden 8. april 1990 til 10. juni 1991. Serien er skabt af David Lynch og Mark Frost. Twin Peaks blev en af de mest sete tv-serier i 1990, og var en succes både nationalt og internationalt og skabte en stor fanskare. Seertallene faldt dog væsentlig i anden sæson, hvilket førte til at tv-kanalen ABC - der viste serien i Amerika - ville have identiteten på Laura Palmers morder afsløret allerede i midt i anden sæson.
Serien blev efterfølgende ikke fornyet til en tredje sæson, men Lynch fulgte i 1992 op på serien med spillefilmen Twin Peaks: Fire Walk with Me, der fungerer som både en prequel og epilog til seriens handling.
Kanalen Showtime annoncerede i oktober 2014 deres planer om at genoplive serien med en tredje sæson, med Lynch og Frost tilbage som hovedforfattere og Lynch tilbage som instruktør, samt mange af de oprindelige skuespiller tilbage i deres gamle roller. Den tredje sæson vil blive sendt fra 21. maj 2017.

## Indspilningssted
Dale Cooper siger i pilot-episoden, at Twin Peaks befinder sig "five miles south of the Canadian border, and twelve miles west of the state line". Den beliggenhed tilsvarer vildmarken Salmo-Priest. Lynch og Frost så sig om efter indspilningssted i Snoqualmie ved Seattle, efter anbefaling af en ven af Frost. I serien kaldes Snoqualmie-vandfaldet Whitetail Falls. Sommeren 2015 blev David Lynch set i dalen, og det forlød, at der var planer om at filme flere episoder i serien. I 2017 kom ganske rigtig en fortsættelse, hvor agent Cooper genser det røde rum, hvor den afdøde Laura Palmer 25 år tidligere betroede ham, at de kom til at mødes igen - om 25 år.
Der afholdes en årlig Twin Peaks-festival i Snoqualmie.

## Inspiration
I Otto Premingers film Laura fra 1944 forelsker politimanden Mark McPherson sig i den døde kvinde, hvis mord han efterforsker. Laura Palmer i Twin Peaks er opkaldt efter hende. Premingers film rejser spørgsmål om, hvem der myrdede Laura Hunt (spillet af Gene Tierney, som filmen gjorde til stjerne), hvad motivet var - og om hun overhovedet er død. Ligesom McPherson i Laura fascineres Dale Bartholomew Cooper i Twin Peaks af "sin" Laura. I Fire Walk With Me, den skræmmende epilog, vender Laura Palmer tilbage, ligesom Premingers Laura Hunt. Agent D.B. Coopers navn er i øvrigt en påmindelse om D.B. Cooper, som kaprede et amerikansk fly i 1971 og aldrig er blevet fundet.
The black lodge er hytten, hvor drabsmanden Bob holder til, og kendes fra Aleister Crowleys roman Moonchild, der beskriver en kamp mellem sort magi og hvid, om et ufødt barn i 1917. Crowley skal have været optaget af den okkulte lov om reversibilitet, hvorved man skulle gå, tale og tænke baglæns for at opnå magt eller berømmelse; en praksis, som Bibelen advarer imod, og som dukker op i scenen, hvor skuespillerne i Twin Peaks taler baglæns. I 1983 vedtog delstaten Arkansas en lov om påtrykt advarsel på plader, der indeholdt tekst fremført baglæns ("Warning: This record contains backward masking which may be perceptible at a subliminal level when the record is played forward.") 

## Tilfældigheder
Twin Peaks skulle oprindeligt hedde Northwest Passage; men af rettighedsmæssige årsager måtte det navn droppes, og blev kun beholdt som navn på pilotafsnittet. Karakteren Killer-Bob spilles af nu afdøde Frank Silva. Allerede i pilotafsnittet er han med, da han tilfældigt blev synlig i spejlet bag Sarah Palmer i den sidste scene. Under optagelsen af scenen kunne fotografen Sean Doyle se Silva, og skal have bedt ham om ikke at komme ind i billedrammen: "Don’t lock yourself in that room." Den linje slog an hos Lynch, der valgte at inkludere en kameraindstilling af fru Palmer, hvor Silva skimtes i spejlet. I lighed med Killer-Bob kom den enarmede Mike, spillet af Al Strobel, også ret tilfældigt med i persongalleriet. Mike skulle kun optræde i en kort scene med henvisning til 1960-talsserien The Fugitive; men det blev til en større rolle. Richard Beymer, som spiller Benjamin Horne, har fortalt, at stepdansen, hvor Leland Palmer synger, mens Horne-brødrene danser på gulvet og skrivebordet, opstod tilfældigt, fordi Beymer havde et par stepdansesko stående i garderoben fra sin tid som musicalstjerne. Lelands dansen fortsætter i serien, med et højdepunkt, da han snurrer rundt med sin datters homecoming queen-foto til tonerne af Glenn Millers Pennsylvania 6-5000. Leland skærer sig, da billedet knuses, og smører blod over Lauras ansigt. Også den scene opstod tilfældigt, da skuespiller Ray Wise kom til at skære sig på billedet. Scenen, hvor Cooper og sherif Truman vil besøge Ronette Pulaski, men forstyrres af en genstridig stol, opstod, da skuespillerne også i virkeligheden fik besvær med stolen, og endte med at læse brugsanvisningen op for at justere stolens højde.

## Handling
Twin Peaks er sagaen om byen ved foden af de to bjergtinder ved grænsen til Canada i og omkring byen North Bend. Dens livsstil har øjensynligt stået stille siden midten af 1950'erne. Faktisk er det kun bilmodellerne, der afslører, at vi befinder os i 1989, som er året, historien udspiller sig i. Til denne by ankommer FBI-agent Dale Cooper (Kyle MacLachlan), da den lokale sherif Harry Truman (Michael Ontkean), for at være på den sikre side, har bedt FBI om hjælp til en dødsattest. Laura Palmer (Sheryl Lee), byens dygtige og tilbedte skønhedsdronning, er fundet død. Da Cooper ønsker en obduktion af Laura, starter en lavine af intriger. Det viser sig, at Laura har ført et excentrisk dobbeltliv, der kan vælte byens matador og hans net af interesser. Ydermere har fire af byens teenagere begyndt deres egen opklaring. Cooper er i knibe, men får hjælp af skovens ånder og en god kop kaffe!
Til tv-serien hører også filmen Laura Palmers sidste dag, der fungerer som både en prequel og en epilog til tv-serien.